# Carpentiere

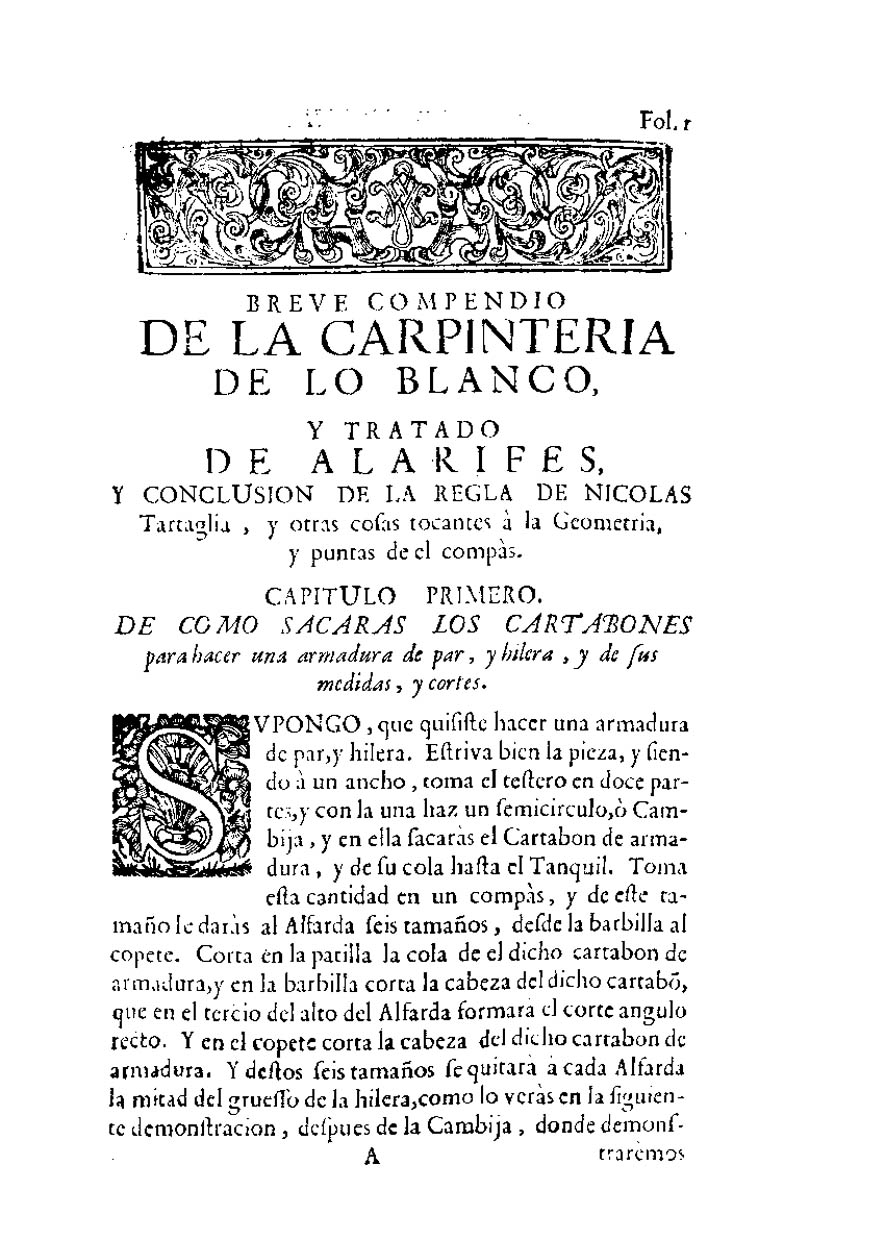
Breve compendio de la carpinteria de lo blanco y tratado de alarifes, 1727

Il carpentiere, formalmente carpentiere edile, è un artigiano specializzato, solitamente impiegato nei cantieri soprattutto nel campo dell'edilizia. (Da non confondere con il falegname) Può essere titolare di una impresa edile o lavorare come dipendente della stessa, anche nel caso di impresa artigianale. Quando il carpentiere fa richiesta per lavorare in una ditta deve presentare il diploma (possibilmente in scuole tecniche) e successivamente deve presentare un apprendistato di minimo 2 anni, se invece ha una propria ditta può lavorare senza qualifiche.

## Storia
Un tempo il termine carpentiere stava ad indicare colui che costruiva carri da trasporto. Il carpentiere era anche colui che lavorava il ferro o che costruiva armi, molte volte utilizzando sia materiali metallici che legno.
Il termine 'carpentiere' ha subito un'evoluzione nel corso dei secoli, arrivando a includere diverse specializzazioni come la carpenteria navale, la carpenteria in legno per edifici, e la carpenteria metallica. Nel Medioevo, il carpentiere era spesso coinvolto nella costruzione di cattedrali, navi, e armi, lavorando sia il legno che il ferro. L'evoluzione delle tecniche di costruzione e dei materiali ha portato a una distinzione più chiara tra queste specializzazioni.

## Competenze
Il carpentiere edile si occupa della preparazione, del posizionamento, della chiusura e del fissaggio delle casseforme in legno o in acciaio, tali da renderle adatte per contenere il getto del calcestruzzo mentre è ancora in fase fluida. Il carpentiere si occupa inoltre di dirigere il getto del calcestruzzo dentro le casseforme e della compattazione dello stesso mediante appositi strumenti vibranti, da annegare nel calcestruzzo (aghi vibranti) oppure da applicare all'esterno della cassaforma (vibratori a parete). Superato il tempo di maturazione del calcestruzzo, il carpentiere procede alla rimozione delle casseforme con un'operazione detta disarmo.
Le competenze acquisite da un carpentiere gli permettono di eseguire la lavorazione di sua competenza senza esporre se stesso, i suoi colleghi di lavoro o chiunque sia nell'area di lavoro a pericolo per la propria salute ed incolumità.

## Materiali ed attrezzature utilizzate
I materiali utilizzati sono:
- calcestruzzo da gettare nelle apposite casseforme;
- ferro dei puntelli di contrasto per il sostegno e la chiusura delle casseforme;
- il legno in pannelli (fodera) per la realizzazione delle casseforme e legname di varia pezzatura per il fissaggio e la sistemazione delle stesse.

Utilizza vari strumenti: utensili manuali, sega a mano e/o circolare, vibratore elettrico ad immersione per calcestruzzo, vibratore a parete, martello, pialla, scalpello, chiodi.
Il carpentiere è anche esperto nell'utilizzo di casseforme di tipo prefabbricato per la realizzazione di pareti, pilastri e solette.

## Realizzazione
Il carpentiere si occupa di realizzare, in genere:
- casseforme per pilastri, setti ed opere in elevazione;
- casseforme per solette e solai piani ed inclinati;
- casseforme per scale e gradini;
- casseforme per parapetti, muretti e ogni opera accessoria in calcestruzzo armato.